# Роча (город)
Роча (исп. Rocha) — город на юго-востоке Уругвая, административный центр одноимённого департамента.

## История
Был основан в 1793 году. Получил статус малого города (Villa) ещё до обретения страной независимости. 7 июля 1880 года становится административным центром департамента Роча, а 10 января 1894 года получает статус города (Ciudad).

## География и климат
Расположен в 70 км к северо-востоку от города Сан-Карлос, примерно в 210 км от Монтевидео. Вдоль западной окраины города протекает река Роча. Абсолютная высота — 27 метров над уровнем моря.
Климат — мягкий океанический, с тёплым летом и прохладной зимой. Среднегодовая температура: 16°С; средняя температура января: 21,7°С; июля: 10,9°С. Среднегодовой уровень осадков: 1123 мм.

## Население
Население по данным на 2011 год составляет 25 422 человека.
| Год  | Население |
| ---- | --------- |
| 1908 | 12 200    |
| 1963 | 19 484    |
| 1975 | 21 502    |
| 1985 | 24 013    |
| 1996 | 26 017    |
| 2004 | 25 538    |
| 2011 | 25 422    |

Источник: Instituto Nacional de Estadística de Uruguay

## Известные уроженцы
- Альберто Демичели — уругвайский государственный деятель
- Алехандро Лоренсо-и-Лосада – уругвайский дипломат.